# Фінал кубка Англії з футболу 1973
Фінал кубка Англії з футболу 1973 — 92-й фінал найстарішого футбольного кубка у світі. Учасниками фіналу були дві лондонські команди, «Сандерленд» і «Ньюкасл Юнайтед». Мінімальну перемогу з рахунком 1:0 здобув «Сандерленд».

## Шлях до фіналу
| «Лідс Юнайтед»            | «Лідс Юнайтед» | «Лідс Юнайтед»                                                                   | Раунд           | «Сандерленд»     | «Сандерленд» | «Сандерленд»                            |
| ------------------------- | -------------- | -------------------------------------------------------------------------------- | --------------- | ---------------- | ------------ | --------------------------------------- |
| Суперник                  | Результат      | Матчі                                                                            |                 | Суперник         | Результат    | Матчі                                   |
| «Норвіч Сіті»             | 7:2            | 1:1 на виїзді, 1:1 вдома (перегравання), 5:0 на нейтральному полі (перегравання) | Третій раунд    | «Ноттс Каунті»   | 3:1          | 1:1 на виїзді, 2:0 вдома (перегравання) |
| «Плімут Аргайл»           | 2:1            | 2:1 вдома                                                                        | Четвертий раунд | «Редінг»         | 4:2          | 1:1 вдома, 3:1 на виїзді (перегравання) |
| «Вест-Бромвіч Альбіон»    | 2:0            | 2:0 вдома                                                                        | П'ятий раунд    | «Манчестер Сіті» | 5:3          | 2:2 на виїзді, 3:1 вдома (перегравання) |
| «Дербі Каунті»            | 1:0            | 1:0 на виїзді                                                                    | Шостий раунд    | «Лутон Таун»     | 2:0          | 2:0 вдома                               |
| «Вулвергемптон Вондерерз» | 1:0            | 1:0 на нейтральному полі                                                         | 1/2 фіналу      | «Арсенал»        | 2:1          | 2:1 на нейтральному полі                |

## Матч
| 5 травня 1973 15:00 BST |

| «Лідс Юнайтед» | 0:1      | «Сандерленд»   |
| -------------- | -------- | -------------- |
|                | Протокол | Портерфілд 31' |

| Вемблі, Лондон Глядачів: 100 000 Арбітр: Кен Бернс |

|  |  |

|                  |  |                   |  |     |
|                  |  |                   |  |     |
| В                |  | Девід Гарві       |  |     |
| З                |  | Пол Ріні          |  |     |
| З                |  | Тревор Черрі      |  |     |
| З                |  | Пол Мейділі       |  |     |
| З                |  | Норман Гантер     |  |     |
| ПЗ               |  | Біллі Бремнер (к) |  |     |
| ПЗ               |  | Джонні Джайлс     |  |     |
| ПЗ               |  | Френк Грей        |  | 75' |
| Н                |  | Пітер Лорімер     |  |     |
| Н                |  | Аллан Кларк       |  |     |
| Н                |  | Мік Джонс         |  |     |
| Запасні:         |  |                   |  |     |
| ПЗ               |  | Террі Йорат       |  | 75' |
| Головний тренер: |  |                   |  |     |
| Дон Реві         |  |                   |  |     |

|                  |  |                   |  |
|                  |  |                   |  |
| В                |  | Джиммі Монтгомері |  |
| З                |  | Рон Гатрі         |  |
| З                |  | Девід Вотсон      |  |
| З                |  | Річі Пітт         |  |
| З                |  | Дік Мейлоун       |  |
| ПЗ               |  | Іан Портерфілд    |  |
| ПЗ               |  | Мікі Горсвіл      |  |
| ПЗ               |  | Боббі Керр (к)    |  |
| Н                |  | Денніс Тюарт      |  |
| Н                |  | Вік Гейлом        |  |
| Н                |  | Біллі Г'юз        |  |
| Запасні:         |  |                   |  |
| З                |  | Девід Янг         |  |
| Головний тренер: |  |                   |  |
| Боб Стоукоу      |  |                   |  |